# Blindspott
Blindspott é uma popular banda de rap rock/nu metal de Waitakere, na Nova Zelândia.

## Integrantes

### Membros
- Damian Alexander – vocal
- Shelton Woolright – bateria
- Marcus Powell – guitarra
- Dave McDermott – baixo
- Brandon Reihana – guitarra

### Ex-membros
- Karl Vilisini
- Gareth Fleming

## Discografia
Álbuns de estúdio
- 2003: Blindspott
- 2006: End the Silence

Singles
- 2001: "Nil By Mouth" – Blindspott
- 2002: "Room To Breathe" – Blindspott
- 2002: "S.U.I.T" – Blindspott
- 2003: "Phlex" – Blindspott
- 2003: "Blank" – Blindspott
- 2004: "Lit Up" – Blindspott
- 2005: "Yours Truly" – End the Silence
- 2006: "Drown" – End the Silence
- 2006: "Stay" – End the Silence
- 2006: "Lull (Feat. Anika Moa)" – End the Silence